# Lemmy Kilmister
Ian Fraser Kilmister, detto Lemmy (Stoke-on-Trent, 24 dicembre 1945 – Los Angeles, 28 dicembre 2015), è stato un cantautore e musicista britannico, occasionalmente anche attore.
Conosciuto anche come Ian Fraser Willis e Lemmy the Lurch, fu fondatore e leader della famosa band speed metal Motörhead. Lemmy aveva un aspetto inconfondibile, con i suoi due grandi nei sul viso e la particolare acconciatura ottocentesca con cui univa le basette ai baffi, divenuta nota ai fan come The Lemmy. Questi aspetti del suo look, uniti alla sua voce grave e roca e alla particolare maniera di suonare il basso elettrico, l'hanno reso una figura di spicco. Lo stile sul palco fu altrettanto riconoscibile, sia per il suo abbigliamento abituale (occhiali da sole, cappello da cowboy, stivali, capelli lunghi, medaglie e simboli prussiani e tedeschi), sia per il suo modo di esibirsi sempre con la testa protesa verso l'alto a raggiungere il microfono: raramente guardava il pubblico o il basso con cui suonava.

## Biografia

### Vita privata
Lemmy nacque a Burslem, Stoke-on-Trent, Staffordshire in Inghilterra, nella vigilia di Natale del 1945 . 
Suo padre, un cappellano della Royal Air Force (che suonava l'organo nelle funzioni),  lasciò la famiglia quando Lemmy aveva solo tre mesi. 
Lemmy rimase con la nonna e la madre, che si risposò con un giocatore di rugby, George L. Willis, e col quale si trasferirono in Galles. 
Crebbe a Benllech vicino ad Anglesey, su di un'isola della baia di Liverpool nel Galles, ed in una intervista affermò che essere l'unico ragazzo inglese in mezzo a centinaia di ragazzi gallesi fu "un interessante esperimento antropologico".
Il suo soprannome "Lemmy" (che in gallese significa "caprone"), sostiene lo stesso nella sua autobiografia, gli venne dato a scuola dall'età di 10 anni.
A 16 anni ebbe l'occasione al The Cavern di Liverpool di vedere uno show dei Beatles da cui disse di esserne stato inizialmente ispirato. Iniziò infatti in seguito a suonare ascoltando e riproducendo i brani di Please Please Me con una chitarra della madre.
A 17 anni durante le vacanze estive frequentò una ragazza di nome Cathy da cui ebbe un figlio di nome Sean che in seguito fu dato in adozione dalla madre che all'epoca inizialmente non reputò adeguato rivelare il nome del padre, ma più tardi circa nel 2010,  riallacciando il rapporto ne mise al corrente Lemmy. 
Qualche tempo dopo, per aver frequentato per una notte una ragazza di nome Tracy, ebbe un figlio di nome Paul, che poi riconobbe sei anni dopo, figlio che occasionalmente in seguito fece qualche apparizione sul palco suonando col padre.
Per mantenersi Lemmy provò con alcuni lavori saltuari,  prima come elettricista e poi come roadie ai concerti; a 22 anni lavora come roadie per Jimi Hendrix, di cui poi dirà molti anni dopo di essere stato impressionato dallo strumento musicale del basso a otto corde Hagstrom. 
La leggenda nata attorno alla sua figura carismatica racconta che in gioventù abbia avuto molte relazioni con ragazze groupies e plurimi figli non ufficiali .  Nel documentario del 2005 prodotto da Channel 4 intitolato "Motörhead: Live Fast, Die Old", e nella rivista Maxim,  è stato riportato che Lemmy ha avuto rapporti con almeno oltre 2000 donne.
Lemmy affermò di aver deciso che il suo futuro sarebbe stato imperniato sulla carriera musicale sin dal momento in cui a scuola vide un ragazzo, che suonando la chitarra, era attorniato da molte ragazze. Portò pochi giorni dopo una chitarra a scuola, senza saperla suonare, e notò subito di aver attirato le attenzioni di alcune ragazze e questo disse che gli diede il via sulla strada della musica.
Lemmy ha confessato nel suo documentario e biografia, di aver bevuto 1 bottiglia intera di whiskey Jack Daniels ogni giorno dal 1975 al 2013 quando per motivi di salute ha dovuto rallentare questa sua abitudine. Per lo stesso motivo, dopo aver fumato 2 pacchetti di sigarette al giorno dal 1956 all'agosto 2013, ha dovuto diminuire ad 1 pacchetto alla settimana. 
Dal 1990 alla sua morte ha vissuto in USA, e la sua ultima abitazione fu un bilocale nel quartiere di Los Angeles vicino al suo pub preferito Rainbow Bar & Grill che frequentava assiduamente.

### Le prime band
Negli anni sessanta Lemmy forma dei gruppi di breve durata come gli Opal Butterfly, Sam Gopal, The Rockin' Vickers e nel 1967 lavora per sei mesi come roadie per Jimi Hendrix e per i The Nice. Nel 1971 entra nella formazione degli Hawkwind, gruppo space rock inglese. Lemmy si distingue subito per il particolare uso del basso, a differenza di altri bassisti infatti lo suonava ancora come una chitarra ritmica usando accordi piuttosto che singole note.
Inoltre ha scritto e cantato con questa band alcune canzoni, tra cui The Watcher (la sua prima canzone composta per essi) e la famosissima Silver Machine, che raggiunse nel 1972 la posizione numero 3 nelle classifiche britanniche dei singoli. Nel 1975 però, durante il tour degli Hawkwind in Canada, Lemmy viene arrestato per possesso di anfetamine e licenziato subito dalla band. 

### Motörhead
Dopo lo spiacevole episodio, Lemmy recluta il chitarrista Larry Wallis e il batterista Lucas Fox per formare una nuova band, dal nome iniziale di Bastard. Wallis aveva già esperienze musicali essendo stato in band come i Pink Fairies, Steve Took's Shagrat e gli UFO. Tuttavia, il nome fu cambiato in Motörhead, dal titolo dell'ultima canzone scritta da Lemmy per gli Hawkwind.

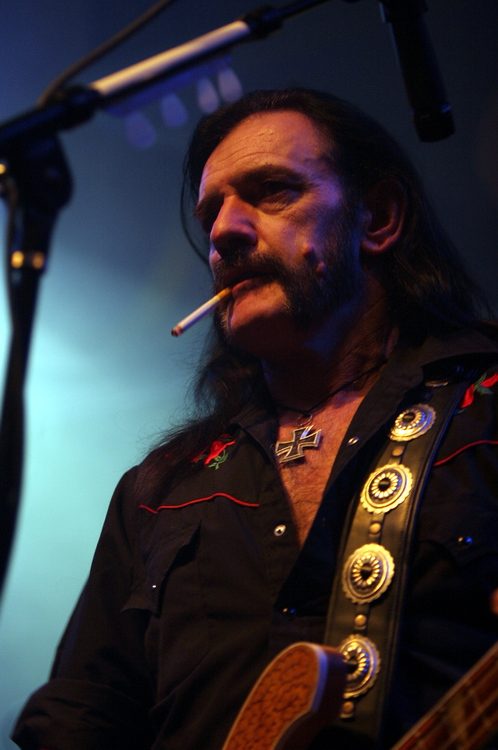
Lemmy

Dopo un breve periodo di permanenza, Wallis e Fox vengono sostituiti dal chitarrista "Fast" Eddie Clarke e dal batterista Phil "Philty Animal" Taylor. Con questa formazione, la band comincerà a raccogliere successi dando origine anche ai primi elementi di Thrash metal (gruppi come Metallica, Slayer, Overkill e Sepultura sono grandi fan di questa band).
La provenienza del loro sound incuriosiva e la voce gutturale di Lemmy, unica nel mondo del rock in quel periodo, mandava d'accordo sia il punk (Kilmister era arrivato a collaborare perfino con i seminali The Damned), che il rock/metal.
Il successo della band arrivò negli anni 1980 e 1981 con un grande numero di canzoni entrate nelle classifiche britanniche come Ace of Spades (ancora oggi l'Asso di Picche resta la loro icona distintiva ed il titolo del loro brano più identificativo), tratta dall'omonimo album e soprattutto con l'album live No Sleep 'til Hammersmith, che raggiunse la posizione numero 1 nelle classifiche inglesi.
Da allora, i Motörhead diventarono una delle band di heavy metal più importanti e nonostante Lemmy fosse l'unico rimasto della formazione originale, continuarono (con una formazione differente) a produrre album e ad esibirsi dal vivo. Malgrado molti cambiamenti, infatti, la formazione con Lemmy, Phil Campbell e Mikkey Dee rimase costante dal 1996. L'ingresso sul palco di Lemmy prima di ogni concerto era inconfondibile: camminata verso il microfono, basso a tracolla e sigaretta in mano. Salutava poi il pubblico sempre con la celebre frase: "Good evening!! Are you doing all right? We soon fix that! We are Motörhead, and we play Rock and Roll!" (fino all'anno 2000 la frase era "We are Motörhead, and we're gonna kick your ass!").
Lemmy inoltre ha collaborato con un certo numero di musicisti ed occasionalmente con gli Hawkwind. Ha partecipato infatti alla stesura dei brani con Ozzy Osbourne nel 1991 per il suo album No More Tears; per le canzoni Hellraiser, Desire, I Don't Want to Change the World e la famosissima Mama, I'm Coming Home. Nel 1996 ha partecipato all'ultimo concerto dei Ramones, suonando insieme alla band il brano R.A.M.O.N.E.S.
I Motörhead hanno composto tre canzoni per la WWE: due per il wrestler Triple H, grande amico di Lemmy, intitolate The Game e King of Kings; una per la stable Evolution, Line in the Sand. Hanno inoltre eseguito dal vivo la canzone The Game nelle edizioni 17 e 21 del pay-per-view WrestleMania. Nel 2015 Triple H chiese a Lemmy di incidere per lui la cover di Sympathy for the Devil dei Rolling Stones e il gruppo la inserì nell'album Bad Magic. Sempre per la WWE i Motörhead hanno dato come colonna sonora dell'evento NXT Takeover London il brano "Ace of Spades".

### Ultimi anni
Nel novembre del 2002 ha pubblicato la sua autobiografia White Line Fever, uscita anche in italiano con il titolo La sottile linea bianca. Nel 2004 Lemmy ha collaborato al progetto Probot di Dave Grohl nella canzone Shake Your Blood, la quale è stata anche accompagnata da un videoclip. Il 2006 è invece stato l'anno di Damage Case, antologia che in due CD ripercorre i quarant'anni di carriera del cantante e bassista, dalle sue prime band fino ai primi anni 2000; inoltre Lemmy è apparso nella raccolta di tributo ai Beatles dal titolo Butchering the Beatles, eseguendo la canzone Back in the USSR, accompagnato da altri musicisti come John 5 e Eric Singer.
Ha fatto comparsa come autista nel video del singolo degli Airbourne Runnin' Wild, tratto dall'omonimo album Runnin' Wild, (2007 Roadrunner Records), mentre nel 2009 è stato protagonista del videogioco musicale Guitar Hero: Metallica e di Brütal Legend, dando voce ed immagine ad un personaggio chiamato Kill Master.
Il 15 marzo 2010 è stato presentato per la prima volta al South by Southwest Film and Music Festival il film/documentario diretto dalla coppia Greg Olliver-Wes Orshoski e intitolato Lemmy, che ha cominciato a fare il giro di molti festival cinematografici del mondo. Il rockumentary è incentrato sulla vita del bassista, dagli inizi con gli Hawkwind fino ai Motörhead. Il film è stato successivamente pubblicato in DVD il 25 gennaio 2011 ottenendo subito il Disco d'oro in Germania. Nello stesso anno Lemmy ha collaborato col chitarrista Slash all'album omonimo, nella canzone Dr. Alibi.
Molto critico verso la religione, ha dichiarato in un'intervista del 2011 di essere agnostico.

### Morte
Dal 2000 aveva iniziato a mostrare i primi segnali di cedimento fisico, quando in Italia fu ricoverato d'urgenza durante un suo tour.  Allo stesso modo gli succede a Berlino in Germania, nel 2005, e ugualmente interrompe il tour. 
Dal 2013, come riportato dalla rivista Rolling Stone, Kilmister soffriva di ipertensione, diabete e aritmia cardiaca, per la quale durante l'estate dell'anno dovette sottoporsi all'impianto di un pacemaker. Un mese più tardi per un versamento di sangue alla zona dell'impianto del pacemaker dovette interrompere la tournée improvvisamente. 
Muore il 28 dicembre 2015, qualche giorno dopo aver compiuto 70 anni. Nel certificato di morte, ottenuto dal tabloid online TMZ, il decesso è stato appurato essere causato da una aritmia cardiaca e un'insufficienza cardiaca, correlato ad un cancro alla prostata. In seguito è stato rivelato da un'indagine giornalistica che, da alcuni test svoltisi a Los Angeles qualche giorno prima della morte, gli fu diagnosticata una neoplasia in stadio terminale al collo e al cervello.
Con la sua morte viene sancito anche lo scioglimento dei Motörhead, come affermato dal batterista Mikkey Dee.
Lemmy Kilmister è sepolto presso il Forest Lawn Memorial Park di Los Angeles, a pochi metri di distanza dalla tomba di Ronnie James Dio.

## Strumentazione

### Bassi
- Rickenbacker 4001 con pickup Gibson Thunderbird al manico
- Rickenbacker 4003 con pickup Gibson Thunderbird al manico
- Rickenbacker 4004 LK (Lemmy Kilmister signature bass). Il primo prototipo montava solo due pick up humbucker come un modello 4004L standard. Successivamente è stato inserito il terzo humbucker centrale ed infine è stata aumentata la distanza tra il pick up del ponte e quello del manico, avvicinando quindi il pick up del ponte al ponte stesso e, ugualmente, quello del manico al manico. Inoltre è stata montata successivamente la placca in metallo tra il pick up al ponte e quello centrale per un miglior comfort. Recentemente Lemmy ha fatto aggiungere il ventunesimo tasto da TC Ellis Guitars che sfrutta quando esegue "Metropolis".[13]
- Minarik Inferno bass
- Burns Bison Bass (per la registrazione di alcune tracce dell'album Bad Magic)
- Hagstrom HB8 8 string bass (su Iron Fist e Bomber)
- Gibson Thunderbird IV (raramente in alcuni show con gli Hawkwind)

### Amplificazione
- Testate Marshall JMP Superbass II della fine anni sessanta / inizi anni settanta modificati. Spesso sono visibili scritte come "MURDER ONE", "KILLER", "HAMMER", "VROOM", "49% motherfucker 51% son of a bitch", "No Morals", "Marsha", "Sasha", "LEMMY", "FREIGHT SHAKER".
- Testate Marshall 1992LEM (Lemmy Kilmister signature MKII Super Bass 100 W) con 3 valvole di preamp ECC83 e 4 valvole di poweramp EL34.
- Casse Marshall MF280L (Lemmy Kilmister signature 4x12" cabinet)
- Casse Marshall 1976L (Lemmy Kilmister signature 4x15" cabinet)
- Casse Marshall MF280 4x12" cabinet
- Casse Marshall 1976 4x15" cabinet
- custom 4x12" cabinet
- custom 4x15" cabinet
- custom 8x12" cabinet

### Microfoni

#### Voce
- Shure SM57 (durante il tour di Kiss Of Death ne utilizzava due collegati in parallelo, attaccati tra loro con il nastro adesivo e posizionati uno sull'altro)
- Shure Beta 57 (a volte ne utilizzava due collegati in parallelo, attaccati tra loro con il nastro adesivo e posizionati uno sull'altro)
- Shure Beta 57A
- raramente usava uno Shure SM58
- Neumann U47 (in studio di registrazione)

#### Amplificatore
- Shure SM57 (sul cono da 12")
- Shure Beta 52 (sul cono da 15")
- Z Right Stuff Z-Bar microphone holder nounting bracket
- Neumann U47 FET (sul cono da 12" in studio di registrazione)

### Accessori
- Pick up hambucker Seymour Duncan Custom Shop Lemmy Kilmister signature (Alnico V magnet).
- Corde Dunlop LKS 50-105 (Lemmy Kilmister signature strings) stainless steel; scala: 50, 70, 85, 105
- Plettro Dunlop MHPT02 1,14 nylon (Lemmy Kilmister signature picks) con grip
- Tracolla Heavy Leather NYC
- Chitarra acustica Gibson SJ 200 (per la canzone I Ain't No Nice Guy sull'album March ör Die)
- armonica a bocca (per la canzone Whorehouse Blues sull'album Inferno)
- Occasionalmente con gli Headcat ha suonato una chitarra acustica Epiphone

## Discografia

### Solista
- 1982 - Stand by Your Man (con Wendy O. Williams)
- 2006 - Damage Case (raccolta)

### The Rockin' Vickers
- 1965 - Zing! Went the Strings of My Heart / Stella (7")
- 1965 - It's Alright / Stay By Me (7")
- 1966 - Dandy / I Don't Need Your Kind (7")
- 2000 - The Complete: It's Alright

### Hawkwind
- 1972 - Silver Machine / Seven By Seven (7")
- 1972 - Doremi Fasol Latido
- 1973 - Lord of Light (7")
- 1973 - Urban Guerilla (7")
- 1973 - Space Ritual
- 1974 - Hall of the Mountain Grill
- 1974 - Psychedelic Warlords (7")
- 1975 - Kings of Speed (7")
- 1975 - Warrior on the Edge of Time
- 1977 - Masters of The Universe (raccolta)
- 1984 - Earth Ritual Preview (12" EP)
- 1985 - Space Ritual Vol. 2 (raccolta live)
- 1985 - In the Beginning (live)
- 1986 - Approved History of Hawkwind 1967-1982 (raccolta)
- 1999 - Epoch Eclipse: 30 Year Anthology (box set)
- 2005 - Take Me to Your Leader

### The Damned
- 1979 - I Just Can't Be Happy Today / Ballroom Blitz (con Lemmy al basso) / Turkey Song (7")
- 1979 - Machine Gun Etiquette
- 1993 - Tales from The Damned

### Headcat
- 2000 - Lemmy, Slim Jim & Danny B.
- 2006 - Fool's Paradise
- 2006 - Rockin' the Cat Club - Live from the Sunset Strip (DVD)
- 2011 - Walk the Walk...Talk the Talk

### Altri album
- 1969 - Sam Gopal - Escalator
- 1970 - Opal Butterfly - Groupie Girl (7")
- 1974 - Robert Calvert - Ejection / Catch a Falling Starfighter (7")
- 1974 - Robert Calvert - Captain Lockheed And The Starfighters
- 1980 - The Young & Moody Band - Don't Do That (7" & 12")
- 1981 - Headgirl (Motörhead & Girlschool) - St. Valentine's Day Massacre
- 1984 - Robert Calvert - Freq
- 1988 - Albert Jarvinen Band - Countdown
- 1989 - Nina Hagen - Nina Hagen
- 1994 - "Fast" Eddie Clarke - It Ain't Over Till It's Over
- 1994 - Shoonen Knife - Tornado Head (promo single)
- 1994 - Shoonen Knife - Rock Animals
- 1996 - Skew Siskin - Electric Chair Music
- 1996 - Skew Siskin - Voices from the War
- 1999 - Skew Siskin - What the Hell
- 2003 - Skew Siskin - Album of the Year
- 1996 - Ugly Kid Joe - Motel California
- 1997 - Ramones - We're Outta Here!
- 1999 - Jetboy - Lost and Found
- 1999 - A.N.I.M.A.L. - Usa Toda To Fuerza'
- 2000 - Swing Cats - A Special Tribute to Elvis'
- 2000 - Doro - Calling the Wild
- 2004 - Probot - Probot
- 2010 - Slash - Slash

### Tribute album
- 1990 - The Last Temptation of Elvis: Blue Suede Shoes
- 1997 - Dragon Attack: A tribute to Queen
- 1998 - Thunderbolt: A Tribute to AC/DC
- 2000 - Bat Head Soup: A Tribute to Ozzy
- 2000 - Tie Your Mix Down: A Tribute to Queen
- 2001 - Twisted Forever: A Tribute to the Legendary
- 2001 - Metallic Assault: A Tribute to Metallica
- 2004 - Metallic Attack: Metallica the Ultimate Tribute
- 2004 - Spin the Bottle: An All-Star Tribute to Kiss
- 2005 - Numbers from the Beast: An All Star Salute to Iron Maiden
- 2006 - Butchering the Beatles
- 2006 - Flying High Again - The World's Greatest Tribute to Ozzy Osbourne

### Altro
- 2002 - Royal Philharmonic Orchestra, Mike Batt & guests - Philarmania

## Videografia

### VHS
- 1982 - Live in Toronto
- 1984 - Another Perfect Day Video EP
- 1985 - The Birthday Party
- 1986 - Deaf Not Blind
- 1988 - The Decline of Western Civilization Part II: The Metal Years
- 1991 - Everything Louder than Everything Else

### DVD
- 2001 - 25 & Alive Boneshaker
- 2002 - The Best of Motörhead
- 2003 - Special Edition EP
- 2004 - Everything Louder than Everything Else
- 2005 - Classic Albums: Motörhead - Ace of Spades
- 2005 - Stage Fright
- 2006 - The Head Cat Live: Rockin' the Cat Club
- 2011 - The Wörld Is Ours - Vol. 1: Everywhere Further Than Everyplace Else

## Filmografia
- 1987 - Eat the Rich
- 1990 - Hardware - Metallo letale
- 1994 - Airheads - Una band da lanciare
- 1994 - John Wayne Bobbitt: Uncut
- 1996 - Tromeo and Juliet
- 1996 - Cannibal! The Musical
- 2000 - Citizen Toxie: The Toxic Avenger IV
- 2005 - I sudditi del Signore degli Anelli
- 2010 - Lemmy

## Vita privata
Lemmy era appassionato della seconda guerra mondiale e collezionava militaria nazista (passione coltivata anche da Jeff Hanneman degli Slayer), quali ad esempio la croce di ferro che portava al collo e altri oggetti storici come il pettine di Eva Braun. Ha tuttavia dichiarato di non essere nazista e di definirsi invece anarchico e libertario. Possedeva inoltre una vasta raccolta di armi da taglio fra cui sciabole da cavalleria, baionette, claymore scozzesi e katane nipponiche.
Nel giugno 2006 Lemmy è stato incluso dalla nota rivista Maxim tra le "10 leggende viventi del sesso". Il bassista sosteneva inoltre di aver avuto circa 1200 donne e di averle tutte conquistate facendole ridere e divertire.